# Aurora—Oak Ridges—Richmond Hill (circonscription provinciale)
Circonscription électorale provinciale du Canada
Aurora—Oak Ridges—Richmond Hill est une circonscription provinciale de l'Ontario représentée à l'Assemblée législative de l'Ontario depuis 2018. 

## Géographie
La circonscription comprend une partie de la ville d'Aurora et de Richmond Hill.
Les circonscriptions limitrophes sont Newmarket—Aurora, Markham—Stouffville, King—Vaughan, Markham—Unionville et Richmond Hill. 

## Historique
| Législature                                                                    | Années        | Député | Député        | Parti                     |
| ------------------------------------------------------------------------------ | ------------- | ------ | ------------- | ------------------------- |
| Circonscription issue de Newmarket—Aurora, Oak Ridges—Markham et Richmond Hill |               |        |               |                           |
| 42e                                                                            | 2018–2022     |        | Michael Parsa | Progressiste-conservateur |
| 43e                                                                            | 2022–2025     |        | Michael Parsa | Progressiste-conservateur |
| 44e                                                                            | 2025–en cours |        | Michael Parsa | Progressiste-conservateur |

## Circonscription fédérale
Depuis les élections provinciales ontariennes du 4 octobre 2007, l'ensemble des circonscriptions provinciales et des circonscriptions fédérales sont identiques.